# SOCATA TBM
El SOCATA TBM (actualment Daher TBM) és una família d'avions de negocis i utilitaris monomotors propulsats amb turbohèlix. Va ser desenvolupat originalment com una col·laboració entre la companyia americana Mooney Airplane Company i la francesa SOCATA.
El disseny la família TBM s'origina amb el Mooney 301 un prototip més petit i amb menor potència desenvolupat per Mooney a inicis de la dècada de 1980. Gràcies a l'adquisició de Mooney per part d'empresaris francesos es forma una empresa conjunta entre Mooney i SOCATA. L'objectiu principal era desenvolupar un nou avió propulsat per turbohèlix que va ser designat TBM 700. Es va posar èmfasi en la velocitat, altitud màxima i fiabilitat. Quan va entrar al mercat el 1990 era el primer avió de passatgers/càrrega monomotor d'altres prestacions que entrava en servei.
El TBM 700 va esdevenir un gran èxit de vendes, portant al desenvolupament de noves variants millorades, incorporant nous motors i aviònica.

## Especificacions (TBM 900)

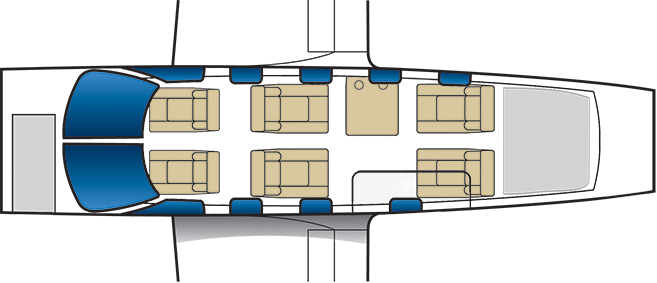
Diagrama de l'interior d'un TBM 850 amb 6 seients

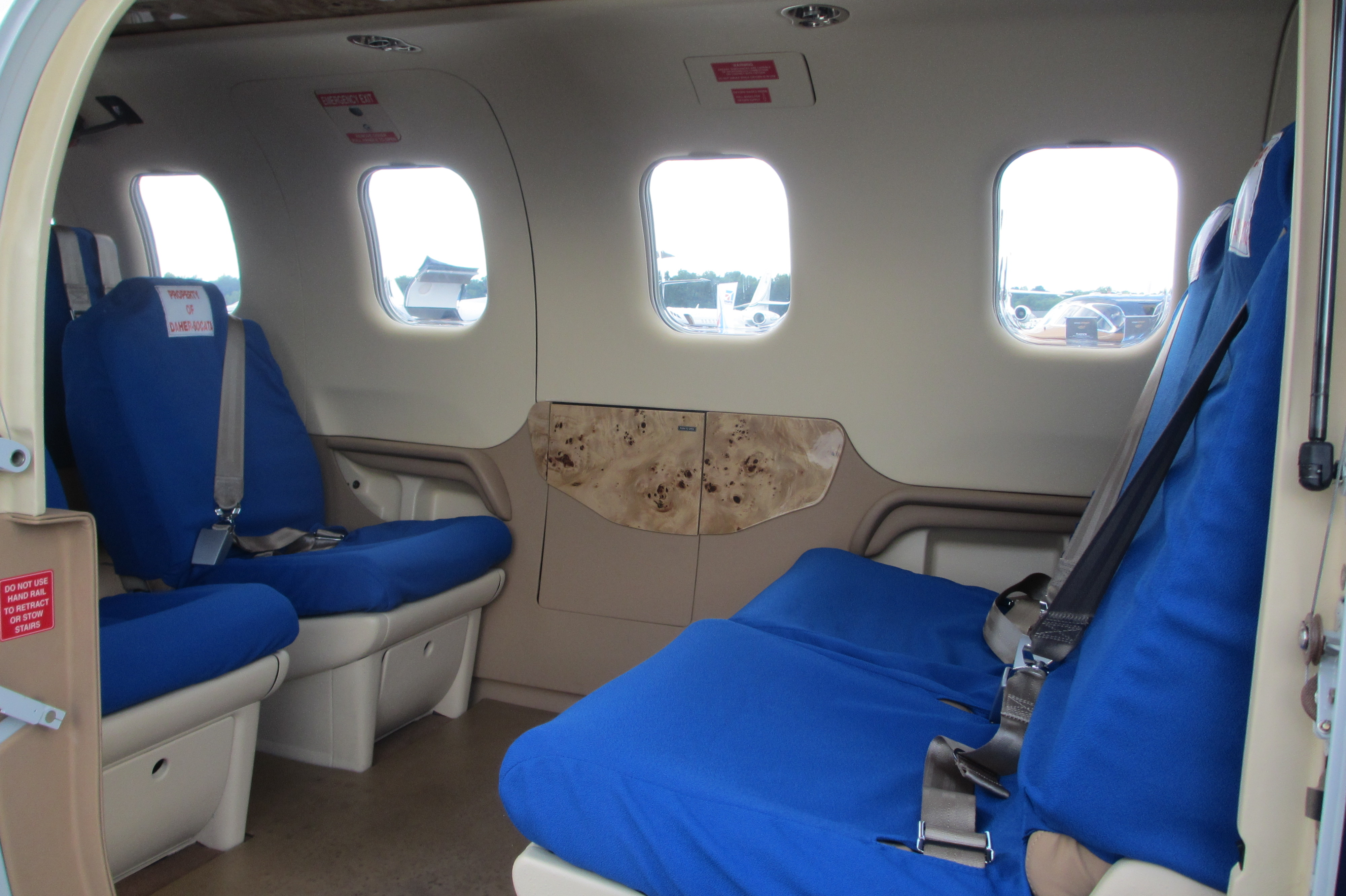
Vista interior de la cabina d'un TBM

Dades de TBM
Característiques generals
- Tripulació: 1 o 2
- Capacitat: 4-6 (incloent la tripulació) / 636 kg de càrrega màxima
- Longitud: 10,72 m
- Envergadura: 12,83 m
- Alçada: 4,36 m
- Perfil: arrel: RA 16-43; punta: RA 13.3-43[4]
- Relació d'aspecte: 6.4
- Pes buit: 2.097 kg
- Pes màxim d'enlairament: 3.354 kg

 Rendiment 
- Velocitat màxima: 611 km/h
- Velocitat de creuer: 467 km/h
- Sostre de servei: 9.449 m